# Spariolenus omidvarbrothers
Espèce
Spariolenus omidvarbrothers est une espèce d'araignées aranéomorphes de la famille des Sparassidae.

## Distribution
Cette espèce est endémique du Sistan-et-Baloutchistan en Iran,. Elle se rencontre vers Barashk.

## Description
Le mâle holotype mesure 14,1 mm et la femelle paratype 13,5 mm.

## Systématique et taxinomie
Cette espèce a été décrite par Moradmand, Wesal et Kulkarni en 2023.

## Étymologie
Cette espèce est nommée en l'honneur des frères Abdullah et Issa Omidvâr. 

## Publication originale
- Moradmand, Wesal & Kulkarni, 2023 : « Taxonomic revision of the troglophile Spariolenus spiders (Araneae: Sparassidae) in South and West Asia. » Zootaxa, no 5380(1), p. 77-95.